# Felipe Osterling
Felipe Enrique Osterling Parodi (Lima, 14 de mayo de 1932-Lima, 30 de agosto de 2014) fue un abogado, escritor y político peruano. Miembro y dirigente del Partido Popular Cristiano, fue el último presidente del Senado desde julio de 1991 hasta su disolución en abril de 1992 y también senador en 2 ocasiones. Además, fue ministro de Justicia durante el segundo gobierno de Fernando Belaúnde.

## Biografía
Nació el 14 de mayo de 1932. Hijo de Luis Felipe Estanislao Antonio Osterling García y Regina Parodi Irvine, bisnieto del político Aurelio García y García. 
Realizó sus estudios escolares en el Colegio Sagrados Corazones Recoleta y cursó estudios de Derecho en la Pontificia Universidad Católica del Perú, de la que se graduó en 1955. 
Realizó estudios de postgrado en las Facultades de Derecho de la Universidad de Míchigan y en la Universidad de Nueva York.
Desde 1957 fue profesor de la Pontificia Universidad Católica del Perú, donde enseñó los cursos de Derecho Internacional Privado, de Contratos y de Práctica de Derecho Civil y de cuya facultad de Derecho fue decano (1970-1972). Desde 1964 dictó como profesor principal el curso de Derecho de Obligaciones, el cual también tuvo a su cargo en la Universidad de Lima (1986-1989). 
En el año 1966 concurrió como profesor invitado a las Universidades de Notre Dame, Harvard, Georgetown, Columbia y Nueva York.
En 1958 se casó con María Josefina Letts Colmenares, hermana de Ricardo Letts, Roberto Letts y Doris Mary Letts Colmenares (madre del escritor-presentador Jaime Bayly).
La pareja tuvo cinco hijos: Madeleine Osterling, Felipe Osterling Letts, Andres Osterling Letts, José Antonio Osterling Letts y Rafael Osterling Letts.
Fue decano de la Pontificia Universidad Católica del Perú para el periodo 1969-1972.
En mayo de 1993 fue incorporado como miembro de número de la Academia Peruana de Derecho, de la cual ha sido Presidente (2006-2008). Además, fue académico correspondiente de la Academia Nacional de Derecho y Ciencias Sociales de Buenos Aires (Argentina).
Fue Decano del Ilustre Colegio de Abogados de Lima en el año 1995, siendo su predecesor el doctor Jorge Avendaño Valdez y su sucesor el doctor Vladimir Paz de la Barra.
Se desempeñó como presidente del directorio de Hoechst Peruana S.A., vicepresidente de Cervecería San Juan, director de la Corporación Backus & Johnston, presidente del Comité de Fabricantes de Cerveza y director de la Sociedad Nacional de Industrias.
Fue abogado principal del Estudio Osterling y vicepresidente de Volcán Compañía Minera.

## Carrera política
En la política se inició como miembro del Partido Popular Cristiano fundado por el exalcalde Luis Bedoya Reyes.

### Ministro de Justicia
El 28 de julio de 1980, al instalarse el segundo gobierno de Fernando Belaúnde Terry, este nombró a Osterling como ministro de Justicia.
Como tal tuvo que re-fundar un ministerio desaparecido en el Gobierno Revolucionario de las Fuerzas Armadas. 
Permaneció en el cargo hasta su renuncia el 3 de agosto de 1981, donde fue reemplazado por Enrique Elías Laroza.

### Senador
Para las elecciones parlamentarias de 1985, Osterling decidió postular al Senado de la República por la coalición entre el PPC y el Movimiento de Bases Hayistas. Resultó elegido, con 121,914 votos, para el periodo parlamentario 1985-1990.
Durante su labor en el Senado, integró la Comisión Permanente del Congreso y las Comisiones de Justicia y de Defensa Nacional y Orden Interno.
Fue reelegido en las elecciones de 1990 por el Frente Democrático (coalición conformada por el Movimiento Libertad, Acción Popular y el PPC) para el periodo parlamentario 1990-1995.

### Presidente del Senado
El 26 de julio de 1991, Osterling fue elegido como presidente del Senado para el periodo 1991-1992.
El 5 de abril de 1992, su cargo fue disuelto debido al golpe de Estado decretado por el expresidente Alberto Fujimori.
Durante la crisis, Osterling mostró su oposición al golpe de Estado de Fujimori y fue impedido de ejercer sus funciones e incluso fue golpeado por los policías que le restringían el ingreso al Palacio Legislativo al estar él en "arresto domiciliario".
Luego de estos incidentes, volvió a su estudio de Abogados y fue nombrado Decano del Colegio de Abogados de Lima en 1995. Osterling siempre instó a condenar un golpe de Estado similar al del 5 de abril de 1992.
Ejercía últimamente como presidente de la Comisión Consultiva del PPC.

## Fallecimiento
El 30 de agosto del 2014, Felipe Osterling falleció a los 84 años. Tras su deceso, diversos políticos se pronunciaron, entre ellos el expresidente Alan García, la primera dama Nadine Heredia y la entonces primera ministra Ana Jara Velásquez.

## Obras
- Retos y logros, En Justicia, Métodos de enseñanza del Derecho de Obligaciones, Estudio sobre las obligaciones dinerarias en el Perú (1995).
- Compendio de Legislación Civil, La mora y Páginas del viejo armario (2005).
- Tratado de Derecho de la Obligaciones. Coautoría con Mario Castillo Freyre. Lima: Fondo Editorial de la PUCP, 1992.